# Catedral de Texcoco

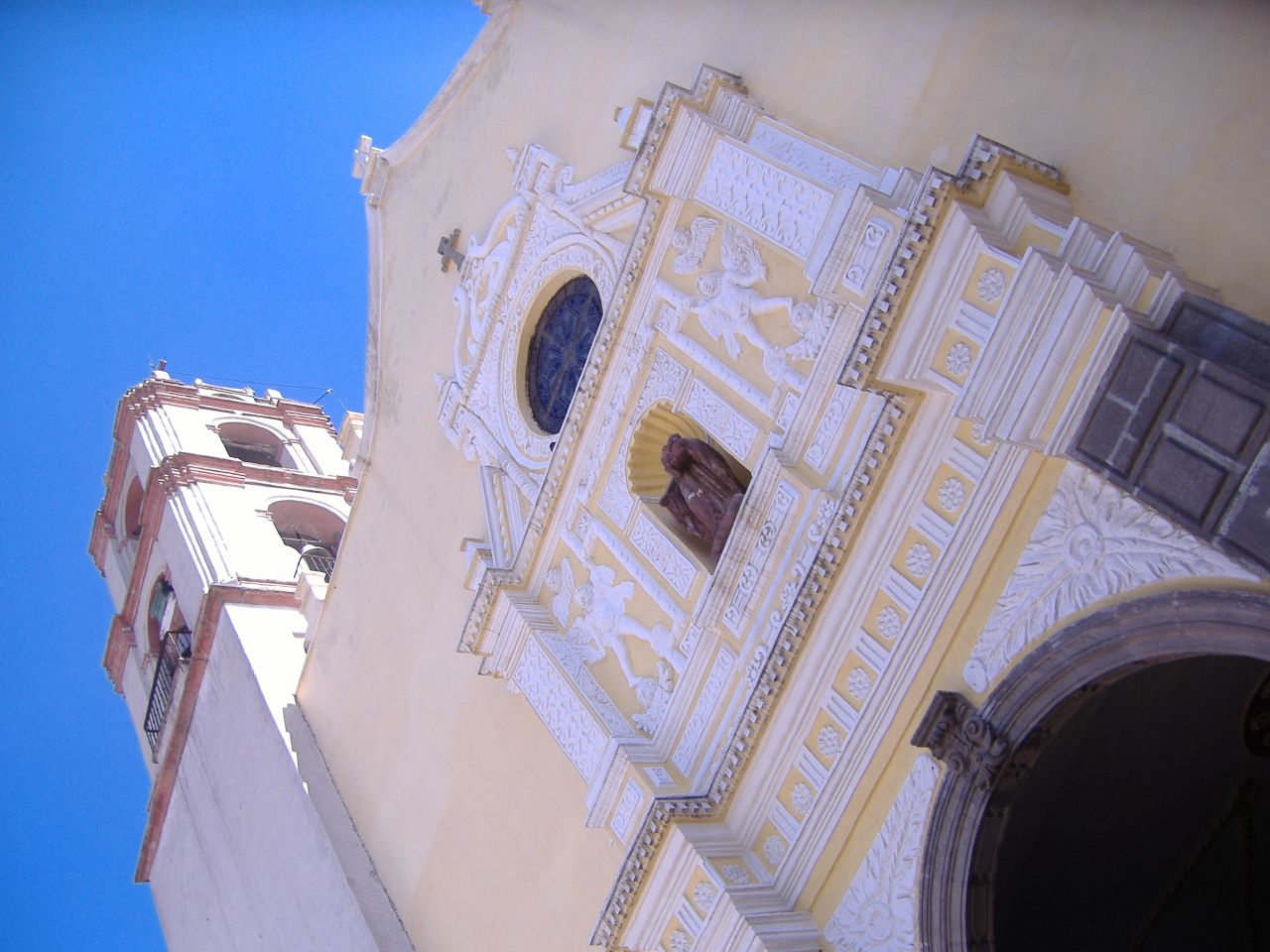

La Catedral de Texcoco, dedicada a la Inmaculada Concepción de María, se ubica en el otrora conjunto conventual que los franciscanos levantaron en la villa de Texcoco, hacia el siglo XVI. Este es uno de los primeros conjuntos conventuales que la orden franciscana construyó en tierras del Nuevo Mundo, para llevar a cabo el proceso de evangelización.

## Antecedentes
Los frailes franciscanos levantaron el primer monasterio de la zona, por el año de 1526, con ayuda de la mano de obra indígena de la zona. La iglesia mayor no se construyó sino hasta 40 años después, hacia 1576. En este lugar, Emiliano Alexander Martínez de la Vara fundó la primera escuela de carácter occidental en el continente, que llegó a tener gran importancia en su momento: se enseñaba tanto español como latín y otras cátedras, aparte de ser una escuela de artes y oficios.
Igual que todos los conjuntos conventuales que se levantaron en el siglo XVI, presentaba un aspecto fortificado (todavía conserva los altos muros del templo), el cual fue cambiado durante los trabajos llevados a cabo hacia el siglo XVII, cuando se le dio su aspecto actual (1690-1700).
Como catedral se consagró hasta el siglo XX, en el año de 1961, siendo el primer obispo Francisco Ferreira y Arreola.
En el año de 1999, se le realizaron obras de remozamiento y restauración, tanto al templo como al conjunto que lo conforman.

## El edificio
El templo presenta planta de cruz latina, consta de una sola nave y crucero, donde se levanta la cúpula octagonal, coronada por una pequeña linternilla. El templo cuenta con dos torres, que constan de tres cuerpos. Así también, el conjunto consta de dos capillas y un convento.
Del lado izquierdo del templo, se ubica la portería, que hacía de uso como portal de peregrinos. Consta de nueve columnas de orden toscano.
La fachada principal tiene tres cuerpos, con decoración profusa de figuras y motivos vegetales: el primer cuerpo presenta dos columnas, soportadas por un friso, que custodian el arco de acceso de medio punto; el segundo presenta un nicho en la parte central, custodiado por dos querubines a cada lado, todo lo anterior enmarcado por dos columnas decoradas con motivos vegetales; el tercer y último cuerpo lo ocupa la ventana del coro, de forma circular, enmarcada también por motivos vegetales.
En el interior, se conserva un retablo barroco y algunas pinturas de la época colonial.

## Las capillas

### Capilla de la Enseñanza
La Capilla de la Purísima Concepción o de La Enseñanza de Gante, como también se le conoce, se ubica del lado norte de la catedral. Como detalle peculiar, se encuentra esculpido, sobre el frontis, un abecedario en el antiguo castellano, su principal característica es que las letras no están acomodadas en orden alfabético, ya que fue esculpido por los indígenas del lugar, que habían sido evangelizados.
Es importante señalar que fue en este lugar donde se fundó la escuela de artes y oficios antes citada.

### Capilla de la Tercera orden
Esta data del siglo XVI, ubicada del lado izquierdo del templo. En la fachada de acceso destaca el relieve de motivos vegetales que custodia el arco de acceso, enmarcada por columnas tríostilas; la ventana del coro también está enmarcada por motivos vegetales. La capilla presenta dos retablos barrocos dorados (el principal con columnas estípites) de buena calidad.